# مات بيرس
مات بيرس هو لاعب كرة القدم الكندية كندي، ولد في 22 أبريل 1967 في برينس جورج في كندا، وتوفي في 23 يناير 2016.

## وصلات خارجية
- مات بيرس على موقع JustSportsStats.com (الإنجليزية)